# سرگی بالتاچا
سرگی بالتاچا (اوکراینی: Сергій Павлович Балтача؛ زادهٔ ۱۷ فوریهٔ ۱۹۵۸) بازیکن و مربی فوتبال اهل اتحاد جماهیر شوروی سوسیالیستی است.
از باشگاه‌هایی که در آن بازی کرده‌است می‌توان به باشگاه فوتبال سنت جانستون، باشگاه فوتبال دینامو کی‌یف، باشگاه فوتبال ایپسویچ تاون، و باشگاه فوتبال اینورنس کالدنیون تیسل اشاره کرد.
وی همچنین در تیم ملی فوتبال شوروی بازی کرده‌است.
وی در مسابقات بین‌المللی در مجموع برندهٔ ۱ مدال نقره و ۱ مدال برنز شده‌است.